# 亨利二世·德·蒙莫朗西

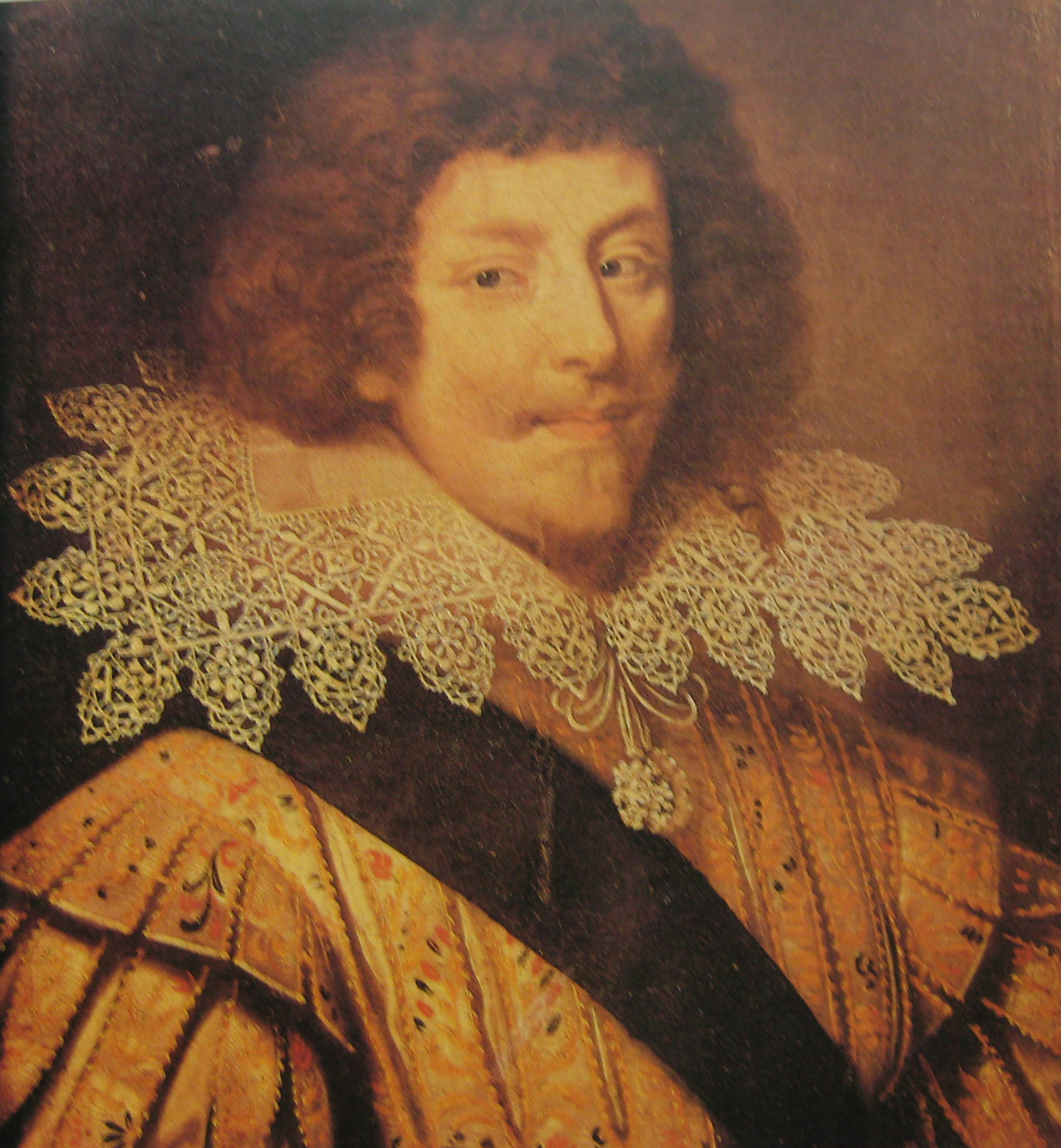
蒙莫朗西公爵 (第四)

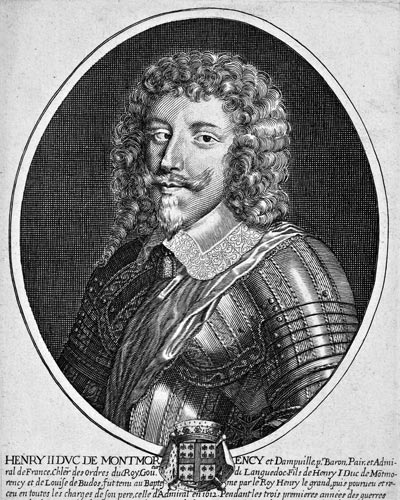
Pierre Daret (1610-1675)雕刻作品

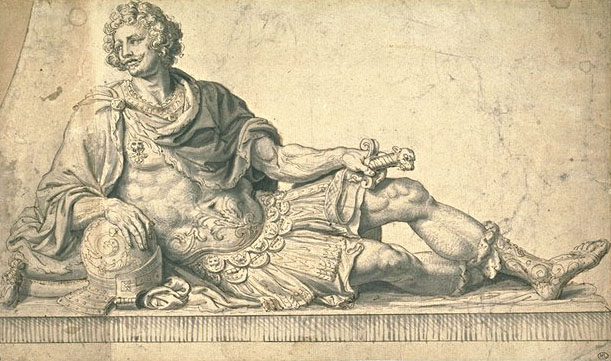
纪念碑雕刻, by 米歇尔·安圭埃尔.

亨利二世·德·蒙莫朗西，第四代蒙莫朗西公爵 Henri II de Montmorency，4me Duc de Montmorency（1595年~1632年10月30日）法国贵族和政治家，反抗樞機主教黎塞留的叛亂分子，以叛逆罪处决，从而使蒙莫朗西贵族领地终结。
亨利·德·蒙莫朗西是第一代蒙莫朗西公爵安内·德·蒙莫朗西的孙子，亨利一世·德·蒙莫朗西之子。1608年繼其父任朗格多克總督，1612年升海軍元帥，1614年封蒙莫朗西公爵。1621年~1630年，他在首相黎塞留策划的旨在消除胡格诺派特权的一系列战争中战功卓著（曾参加蒙托邦和蒙彼利埃包围战），1625年指挥舰队夺回雷岛和奥莱龙岛，1628年在朗格多克与胡格诺派著名的领袖德罗昂（duke of Rohan）作战并打败他。1629-1630年任皮埃蒙特总督，在阿维利亚那击败西班牙人。1630年因為他帶領法軍在曼托瓦及蒙費拉托爵位繼承戰爭中獲勝與卓越表現，於12月晋升法国元帅。但他不久即与枢机主教黎塞留发生严重矛盾，加入奥尔良公爵加斯东的派别活动。1632年，蒙莫朗西率领朗格多克的封建领主参加奥尔良公爵加斯东发动的叛乱，反对黎塞留和国王路易十三。然而他很快便被路易十三的将领绍姆贝格元帅在卡斯泰尔诺达里（Castelnaudary）击败（1632年9月1日），本人被俘。在图卢兹高等法院受审，尽管有多位贵族为他求情，但在黎塞留的坚持下，蒙莫朗西仍以叛逆罪被斩首处决。他的头衔传递给他的妹妹孔代王妃夏洛特-玛格丽特·德·蒙莫朗西（Charlotte-Marguerite, princess of Condé），並由其夫孔代亲王亨利二世·德·波旁继承，再傳給長子大孔代。

## 延伸阅读
- Marek, Miroslav. . genealogy.euweb.cz. 4 January 2005  [2012-12-29]. （原始内容存档于2021-01-28）.

| 前任： 亨利一世·德·蒙莫朗西 | 蒙莫朗西公爵 1614年－1632年 | 繼任： 亨利二世·德·波旁 |